# Андерсон Пак
Брендон Пак Андерсон (англ. Brandon Paak Anderson; народився 8 лютого 1986, Окснард), професійно відомий як Андерсон Пак (Anderson Paak) — американський співак та музичний продюсер з Окснарда, штат Каліфорнія. У 2012 році випустив свій дебютний альбом OBE Vol.1 під псевдонімом Брізі Лавджой (Breezy Lovejoy). У 2014 році він випустив альбом Venice   вже як Андерсон Пак (Anderson Paak). У 2016 році вийшов альбом Malibu.
Крім заняття сольною кар'єрою, Пак є одним з учасників NxWorries разом з Knxwledge, та Silk Sonic разом з Бруно Марсом.

## Ранні роки
Пак народився в родині афроамериканця та кореянки в Окснарді 1986 році. У віці 7 років Пак став свідком того, як батько — колишній авіаційний механік , що вже на той час проживав окремо напав на його матір. "Я зі своєю молодшою сестрою вийшов назовні, а мій тато навалився на мою маму. Там на вулиці була кров. Його заарештували, то був останній раз, коли я його бачив. По-моєму, він відсидів 14 років ". Почав продюсувати музику у своїй спальні, бувши підлітком. Його перші досвіди як виконавця були в ролі ударника. До становлення успішної музичної кар'єри Пак працював на марихуанової фермі в Санта-Барбарі. У 2011 році його без попередження звільнили. Разом зі своєю дружиною та малолітнім сином він став ще й бездомним.

## Музична кар'єра
З 2011  року почав завойовувати визнання в музичному світі Лос-Анджелеса та взявся за роботу над своїм дебютним альбомом. Шафік Хусейн з групи Sa-Ra допоміг Паку відновитися фінансово, після втрати тим роботи в Санта-Барбарі, влаштувавши його асистентом, відеографом, редактором, сценаристом і продюсером. Він написав перший альбом OBE Vol.1 і випустив його в середині 2012-го. Пак став барабанщиком для конкурсантки шоу American Idol Гейлі Рейнгарт.
27 листопада 2013 року Пак спродюсував та записав Cover Art бом, що повністю складається з каверів. Пак надихався «білими» артистами 1950-х років, які досягли комерційного успіху, переробляючи пісні, записані «чорними» співаками в жанрах блюз та ар-н-бі той час, як оригінальні артисти, майже, ніколи не отримували компенсації. Cover Art обернув процес назад, трансформуючи класику фолку та року від «білих» музикантів в суміш соулу, джазу, хіп-хопу та ар-н-бі. Альбом був випущений інді-лейблами Hellfyre Club та OBE. Також Пак виступив лід-продюсером для альбому Уотски 2014 року випуску під назвою All You Can Do на якому він взяв участь ще як вокаліст у трьох піснях.
28 жовтня 2014 року Пак випускає Venice — його дебютний альбом як Андерсона Пака — на лейблах OBE та Steel Wool. Пак заспівав шість пісень в альбомі Доктора Дре 2015 року виходу, названому Compton та дві — на The Documentary 2 Гейма. У жовтні 2015 року повідомив, що їм був записаний матеріал зі Скулбоем Кью та 9th Wonder. 15 січня 2016 року Пак випустив свій другий альбом Malibu , який отримав схвалення критиків.
У січні 2016 року Андерсон повідомив, що він зустрічався в студії з Flying Lotus. 30 січня 2016 року Пак мав розмову зі Скоттом Саймоном з NPR Weekend Edition Saturday в інтерв'ю під заголовком «Anderson. Paak: 'The Dot Stands For Detail' де розповів про свого агресивного батька, неспокійне дитинство та як бути дитиною батьків двох різних рас. Розповів про його стажуванні у Доктора Дре та про те, як все з цих впливів позначилися на його музиці. 30 січня Пак в „Твіттері“ оголосив про своє підписанні на лейбл Доктора Дре Aftermath Entertainment.
У 2016 році Пак був названий одним з „флеш-менів“ журналом XXL. Він з'явився на обкладинці відповідного номера поряд з такими виконавцями, як Lil Dicky, Desiigner, Дейв Ист Дензел Каррі, Lil Yachty, Джі Хербі, Lil Uzi Vert, 21 Savage і Kodak Black.
16 листопада 2018 року випустив свій третій альбом під назвою Oxnard.
12 квітня 2019 року випустив альбом під назвою Ventura. [Архівовано 12 квітня 2021 у Wayback Machine.]

## Дискографія

### Альбоми
| OBE Vol. 1 (як Breezy Lovejoy)                | - Випущений: 26 июня 2012 - Лейбл: Jakarta Records - Формат: Цифрове скачування                    | -  | - | -  |
| Lovejoy (як Breezy Lovejoy)                   | - Випущений: 31 октября 2012 - Лейбл: самвидав - Формат: Цифрове скачування                        | -  | - | -  |
| Venice                                        | - Випущений: 28 жовтень 2014 - Лейбл: Steel Wool, OBE aple iii EMPIRE - Формат: Цифрове скачування | -  | - | -  |
| Malibu                                        | - Випущений: 15 січня 2016 - Лейбл: Steel Wool, OBE, Art Club, EMPIRE - Формат: Цифрове скачування | 79 | 9 | 92 |
| Yes Lawd! (спільно з Knxwledge — як NxWorries | - Очікується: 21 жовтень 2016 - Лейбл: Stones Throw Records - Формат: Цифрове скачування           | -  | - | -  |
| Oxnard                                        | - Випущений: 16 листопад 2018                                                                      |    |   |    |
| Ventura                                       | - Випущений: 12 апреля 2019                                                                        |    |   |    |

### Міні-альбоми
| Назва                                                | деталі                                                                                 |
| ---------------------------------------------------- | -------------------------------------------------------------------------------------- |
| Violets Are Blue (як Breezy Lovejoy)                 | - Випущений: 2010 - лейбл: - Формат: Цифрове скачування                                |
| Cover Art                                            | - Випущений: 4 грудень 2013 - Лейбл: Hellfyre Club - Формат: Цифрове скачування        |
| The Anderson. Paak EP (спільно з Blended Babies)     | - Випущений: 28 вересня 2015 - Лейбл: BBMG - Формат: Цифрове скачування                |
| Link Up & Suede (спільно з Knxwledge — як NxWorries) | - Випущений: 4 грудень 2015 - Лейбл: Stones Throw Records - Формат: Цифрове скачування |

### Сингли
| Назва                                                                          | рік  | Вищі позиції в чартах | Вищі позиції в чартах | сертифікації       | альбом          |
| Назва                                                                          | рік  | US                    | US R&B                | сертифікації       | альбом          |
| ------------------------------------------------------------------------------ | ---- | --------------------- | --------------------- | ------------------ | --------------- |
| „Whatever at Fike“                                                             | 2010 | -                     | -                     | внеальбомный сингл |                 |
| „Drugs“                                                                        | 2014 | -                     | -                     |                    | Venice          |
| „Miss Right“                                                                   | 2014 | -                     | -                     |                    | Venice          |
| » Suede (спільно з Knxwledge — як NxWorries)                                   | 2015 | -                     | -                     |                    | Link Up & Suede |
| «The Season / Carry Me»                                                        | 2015 | -                     | -                     |                    | Malibu          |
| «Am I Wrong» (при уч. Schoolboy Q)                                             | 2015 | -                     | -                     |                    | Malibu          |
| «Link Up» (спільно з Knxwledge — як NxWorries)                                 | 2015 | -                     | -                     |                    | Link Up & Suede |
| «Room in Here» (за уч. The Game)                                               | 2015 | -                     | -                     |                    | Malibu          |
| «Come Down» (за уч. T.I.)                                                      | 2016 | -                     | -                     |                    | Malibu          |
| «-» означає, що запис не потрапив в чарт або була випущена на даній території. |      |                       |                       |                    |                 |

- " Do not Slack " (2020)

### Спільні роботи
| Назва                            | Рік  | Інші виконавці                     | Альбом                                      |
| -------------------------------- | ---- | ---------------------------------- | ------------------------------------------- |
| «Do Thangs»                      | 2009 | Afro Classics                      | The Classic EP                              |
| «The Follow Through»             | 2009 | Afro Classics                      | The Classic EP                              |
| «Sing My Song»                   | 2010 | Verbs                              | The Progress EP 2: Fuck Yea Man             |
| «Cell Phone»                     | 2011 | Dumbfoundead                       | DFD                                         |
| «Bitch»                          | 2011 | Dumbfoundead                       | DFD                                         |
| «No More Sunny Days»             | 2011 | Dumbfoundead                       | DFD                                         |
| «Body High»                      | 2012 | Dumbfoundead                       | Love Everyday EP                            |
| «Wine»                           | 2012 | Dumbfoundead                       | Take the Stares                             |
| «Fuck It»                        | 2012 | Dumbfoundead                       | Take the Stares                             |
| «Drinking Alone»                 | 2012 | Dumbfoundead                       | Take the Stares                             |
| «Much Better»                    | 2012 | Verbs                              | The Progress EP 3: Manifest Awesome         |
| «Dreaming Out Loud»              | 2012 | Mike B.                            | Dear Michael, You're Welcome                |
| «Summer Breeze»                  | 2013 | EOM                                | ForAllWeKnow                                |
| «I'm on It»                      | 2013 | EOM                                | ForAllWeKnow                                |
| «AimShootReload»                 | 2013 | EOM                                | ForAllWeKnow                                |
| «Prelection»                     | 2013 | Jose Rios                          | To Live and Grow in LA                      |
| «Sweet Day»                      | 2013 | Jose Rios                          | To Live and Grow in LA                      |
| «Feels Good»                     | 2013 | Wax                                | Continue                                    |
| «Too Much to Ask»                | 2014 | Nocando                            | Jimmy the Burnout                           |
| «Stand for Something»            | 2014 | Watsky                             | All You Can Do                              |
| «Ink Don't Bleed»                | 2014 | Watsky                             | All You Can Do                              |
| «Hand Over Hand»                 | 2014 | Watsky                             | All You Can Do                              |
| «My Supernova»                   | 2014 | Tiron & Ayomari                    | A Sucker for Pumps: Limited Edition         |
| «It's Better for You»            | 2014 | Shafiq Husayn                      | Н/Д                                         |
| «A Day Trip to the Nightosphere» | 2014 | Milo                               | A Toothpaste Suburb                         |
| «Realla»                         | 2014 | Tokimonsta                         | Desiderium                                  |
| «New Days»                       | 2014 | Kush Mody                          | Creature Comforts and a Collection of Songs |
| «Freight Train»                  | 2014 | Kush Mody                          | Creature Comforts and a Collection of Songs |
| «Locked»                         | 2014 | Kush Mody                          | Creature Comforts and a Collection of Songs |
| «Sexy Sadie»                     | 2014 | Kush Mody                          | Creature Comforts and a Collection of Songs |
| «Get Along»                      | 2015 | EOM                                | Sunrain                                     |
| «Green Light»                    | 2015 | Jonwayne                           | Jonwayne Is Retired                         |
| «Til It's Done»                  | 2015 | DJ Premier, BMB Spacekid           | Н/Д                                         |
| «Shifty»                         | 2015 | Mike Gao                           | Н/Д                                         |
| «Own Life»                       | 2015 | Vindata                            | Through Time and Space…                     |
| «Liberation»                     | 2015 | Sir                                | Seven Sundays                               |
| «Cold Crush»                     | 2015 | Jose Rios                          | Jose Rios                                   |
| «All in a Day's Work»            | 2015 | Dr. Dre, Marsha Ambrosius          | Compton                                     |
| «Issues»                         | 2015 | Dr. Dre, Ice Cube, Dem Jointz      | Compton                                     |
| «Deep Water»                     | 2015 | Dr. Dre, Kendrick Lamar, Justus    | Compton                                     |
| «For the Love of Money»          | 2015 | Dr. Dre, Jon Connor, Jill Scott    | Compton                                     |
| «Animals»                        | 2015 | Dr. Dre                            | Compton                                     |
| «Medicine Man»                   | 2015 | Dr. Dre, Eminem, Candice Pillay    | Compton                                     |
| «Magnus Carlsen»                 | 2015 | The Game                           | The Documentary 2.5                         |
| «Crenshaw / 80s and Cocaine»     | 2015 | The Game, Sonyae Elise             | The Documentary 2.5                         |
| «The Strip»                      | 2015 | MED, Blu, Madlib                   | Bad Neighbor                                |
| «Bloomingdales»                  | 2015 | White Boiz                         | Neighborhood Wonderful                      |
| «Worlds to Run»                  | 2015 | Busdriver                          | Thumbs                                      |
| «Unique»                         | 2015 | GoldLink                           | And After That, We Didn't Talk              |
| «Put It Down»                    | 2015 | Tokimonsta                         | Fovere                                      |
| «Found in You»                   | 2015 | Tokimonsta                         | Н/Д                                         |
| «Put My Hands on You»            | 2015 | Dean                               | Н/Д                                         |
| «Church» (West Coast Remix)      | 2015 | BJ the Chicago Kid                 | Н/Д                                         |
| «Dance Off»                      | 2016 | Macklemore, Ryan Lewis, Idris Elba | This Unruly Mess I’ve Made                  |
| «IT G MA Remix (josh pan Opus)»  | 2016 | Keith Ape                          | Н/Д                                         |
| «Dapper»                         | 2016 | Domo Genesis                       | Genesis                                     |
| «Glowed Up»                      | 2016 | Kaytranada                         | 99.9%                                       |
| «Money on Me»                    | 2016 | Snakehips                          | Money on Me                                 |
| «Blank Face»                     | 2016 | ScHoolboy Q                        | Blank Face LP                               |
| «No Slaves»                      | 2016 | Knox Brown                         | Searching                                   |
| «Responsibilities»               | 2016 | Thane, BJ the Chicago Kid          | Topia                                       |
| «Dang!»                          | 2016 | Mac Miller                         | The Divine Feminine                         |